# Ramus marginalis mandibularis nervi facialis

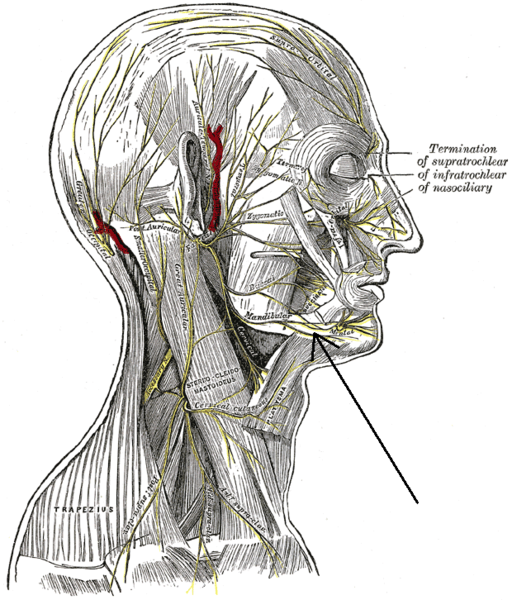
A fej idegei (a nyíl mutatja azt a néhány idegszálat)

A ramus marginalis mandibularis nervi facialis a arcideg (nervus facialis) ága. A szájzugot lefelé húzó izom (musculus depressor anguli oris) és a platysma alatt fut. Az alsó ajkat és az áll izmait idegzi be. A nervus alveolaris inferior mentális részével van összeköttetésben.